# Panicum larcomianum
Panicum larcomianum là một loài thực vật có hoa trong họ Hòa thảo. Loài này được Hughes mô tả khoa học đầu tiên năm 1923.